# Terminalia megalocarpa
Terminalia megalocarpa är en tvåhjärtbladig växtart som beskrevs av Arthur Wallis Exell. Terminalia megalocarpa ingår i släktet Terminalia och familjen Combretaceae. Inga underarter finns listade i Catalogue of Life.